# Бурк, Джозеф Дин, 3-й граф Мейо
Джозеф Дин Бурк, 3-й граф Мейо (англ. Joseph Deane Bourke, 3rd Earl of Mayo; 1740 — 20 августа 1794, Килбегган) — ирландский пэр и священнослужитель, занимавший посты епископа Фернса и Лейлина (1772—1782) и архиепископа Туамского (1782—1794).

## Происхождение
Родился в 1736 году. Младший сын Джона Бурка, 1-го графа Мейо (ок. 1705—1790), и Мэри Дин. Старший брат — Джон Бурк, 2-й граф Мейо (1729—1792).

## Карьера

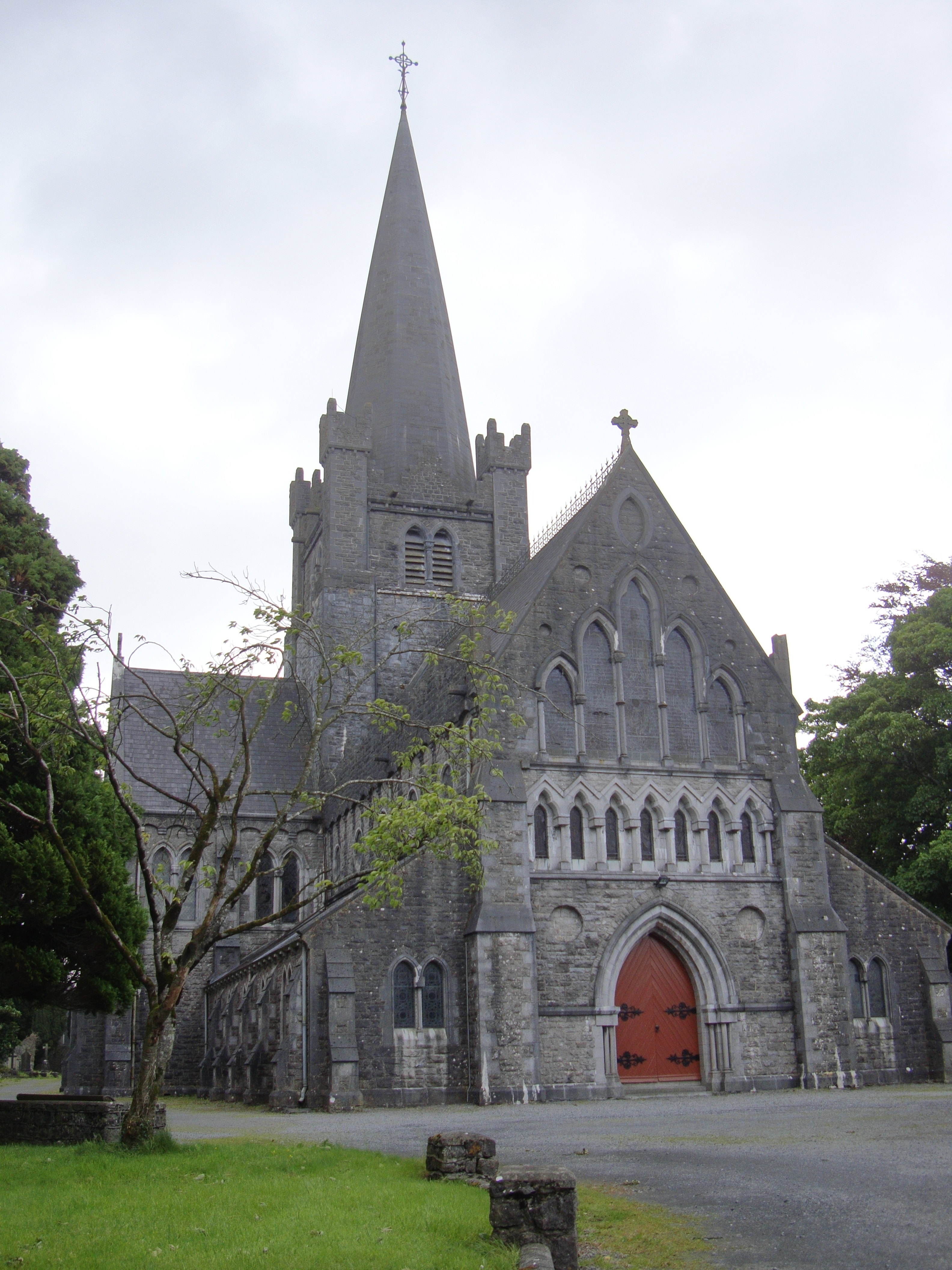
Кафедральный собор Святой Марии, Туам.

До своего возведения в епископат Джозеф Бурк занимал должности пребендария Армы (1760—1768), декана Киллало (1768—1772), ректора Килскира, недалеко от Келса, графство Мит (1769—1772) и декана Дромора (1772).
7 сентября 1772 года Джозеф Бурк был назначен епископом Фернса и Лейлина, получив патентное письмо 19 сентября 1772 года. Он был рукоположен епископский сан в церкви Св. Фомы в Дублине 11 октября 1772 года. Главным консекратором был Джон Крэдок, архиепископ Дублина, основными соконсекраторами — Чарльз Джексон, епископ Килдэра, и Уильям Ньюком, епископ Дромора .
8 августа 1782 года Джозеф Бурк был назначен архиепископом Туама и стал членом Тайного совета Ирландии.
20 апреля 1792 года после смерти своего бездетного старшего брата, Джона Бурка, 2-го графа Мейо, Джозеф Бурк стал 3-м графом Мейо.
Лорд Мейо скончался в Килбеггане в графстве Уэстмит 20 августа 1794 года и был похоронен на кладбище своей семьи недалеко от Нейса, графство Килдэр.

## Семья
В 1760 году он женился на Элизабет Мид (? — 1807), дочери Ричарда Мида, 3-го баронета, и Кэтрин Притти. У них было четыре сына и шесть дочерей:
- Джон Бурк, 4-й граф Мейо (18 июня 1766 — 23 мая 1849), старший сын и преемник отца.
- Преподобный Ричард Бурк (23 апреля 1767 — 15 ноября 1832)
- Преподобный Джозеф Бурк (24 декабря 1771 — 3 мая 1843)
- Преподобный Джордж Бурк (15 апреля 1770 — 22 декабря 1847)
- Леди Кэтрин Бурк
- Леди Мэри-Элизабет Бурк (? — 28 мая 1845)
- Леди Мэри-Энн Бурк (1783 — 24 марта 1830)
- Леди Шарлотта Бурк (? — 1806)
- Леди Луиза Бурк
- Леди Феодосия-Элеонора Бурк (? — 23 августа 1845)[8].